# أوم بوري
اوم بوري (18 أكتوبر 1950 - 6 يناير 2017) ممثل هندي بدأ مسيرته الفنيه عام 1972.

## أشهر أفلامه
- رحلة المائة قدم
- سنغ إز كينغ
- دون1
- دون2
- جاي هو
- أوي ماي كود
- اغنباث
- ويست إز ويست
- إست إز إيست
- دبنغ
- رنج دي بسنتي
- قربان
- هي رام
- غبت
- جيجي 240
- تيوبلايت

## عمل مع
سلمان خان-اكشاي كومار-ريخا-تابو-كمال حسن-كاترينا كيف-شاه روخ خان-كارينا كابور-نصر الدين شاه-نانا باتيكر-برينكا شوبرا-و العديد من النجوم الآخرين
فارق الممثل الهندي أوم بوري Om Puri الحياة عن عمر ناهز الـ66 عاماً بعد إصابته بأزمة قلبية في مومباي.

## جوائز وترشيحات
رشح أفضل ممثل البافتا2000
أفضل ممثل مساعد فلم فير1981
رشح أفضل ممثل فلم فير1982
رشح أفضل ممثل مساعد فلم فير1990-1997-1998-1999
الإنجاز مدى الحياة فلم فير2009
أفضل ممثل الفيلم الوطني1982-1984
بادما شري1990
أفضل ممثل كاريلوف1984
أفضل ممثل برسليس1998
أفضل ممثل غراند بريكس1998
الإنجاز امبري2004

## روابط خارجية
- أوم بوري على موقع IMDb (الإنجليزية)
- أوم بوري على موقع الموسوعة البريطانية (الإنجليزية)
- أوم بوري على موقع ألو سيني (الفرنسية)
- أوم بوري على موقع ميوزك برينز (الإنجليزية)
- أوم بوري على موقع أول موفي (الإنجليزية)
- أوم بوري على موقع قاعدة بيانات الأفلام السويدية (السويدية)
- أوم بوري على موقع إن إن دي بي (الإنجليزية)
- أوم بوري على موقع قاعدة بيانات الفيلم (الإنجليزية)
- أوم بوري على موقع كينوبويسك (الروسية)